# Eremitis parviflora
Eremitis parviflora là một loài thực vật có hoa trong họ Hòa thảo. Loài này được (Trin.) C.E.Calderón ex Soderstr. mô tả khoa học đầu tiên năm 1980.